# Suzy (cantante portuguesa)
Susana Guerra, más conocida por su nombre artístico Suzy, es una cantante portuguesa, conocida por participar en Festival de la Canción de Eurovisión en la edición de 2014

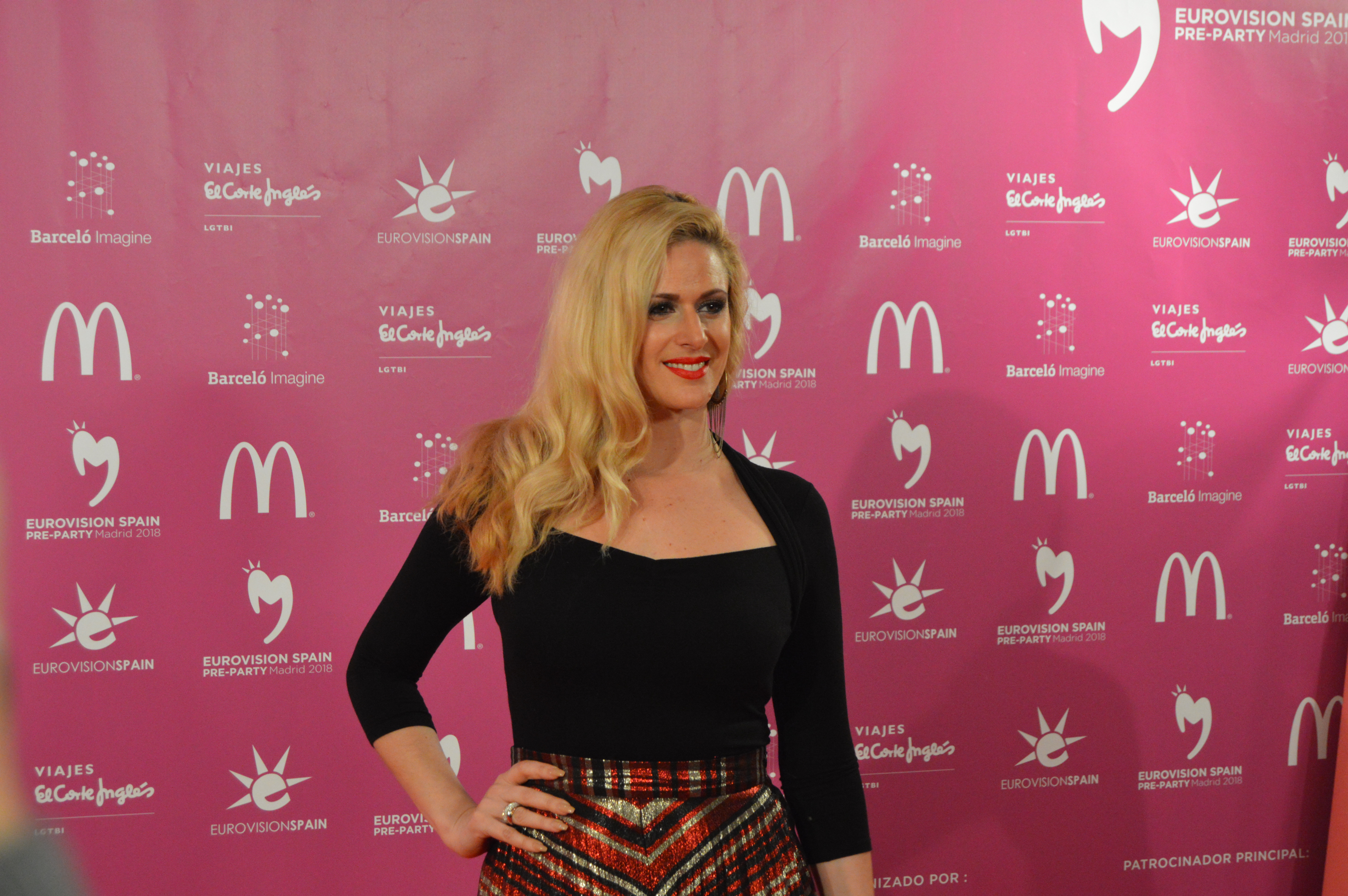
La cantante Suzy (Susana Guerra) posa antes los medios en la Eurovision Spain Pre-Party en Madrid (abril de 2018)

## Biografía
Suzy se hizo conocida por su participación en el Festival da Cançao 2014, la preselección portuguesa para el Festival de Eurovisión, con la canción "Quero Ser tua" ganó la preselección, por lo que obtuvo el pase para representar a su país en Eurovisión 2014, que se llevó a cabo en la capital danesa, Copenhague.
Suzy compitió en la primera semifinal para poder clasificarse para la final de Eurovisión pero no lo logró, quedándose en undécimo lugar a un punto de poder pasar.
Nacida en Figueira da Foz el 24 de enero de 1980. Desde muy temprano mostró interés por el canto, pisando por primera vez un escenario con 5 años en Cineteatro Caras Direitas, en Buarcos.
Durante su infancia se trasladó a Lisboa, para unirse al popular grupo Onda Choc que tuvo gran éxito en los años 90, lo que le permitió realizar innumeros espectáculos y también varias apariciones en programas de televisión.
Por la Navidad de 1999 se hizo muy popular junto al muy popular dúo Anjos con la canción “Nesta noite branca” que fue un gran éxito y hoy en día, es un tema obligatorio de Navidad, sonando incesantemente en muchas estaciones de radio. Con este tema hizo innumerables programas de televisión.
Suzy, todavía bajo el nombre de Susana lanzó su primer trabajo en solitario en 2002, donde colaboró con el conocido artista João Portugal.
El placer que siente cuando canta y el poder tener nuevas experiencias la llevó a interpretar el papel de Sally en el musical " My Fair Lady" de Filipe La Feria entre 2002 y 2003.
Después de esta experiencia y tras terminar la universidad decidió viajar a Canadá y Estados Unidos.
En diciembre de 2009 regresó a Portugal y se unió al elenco de la obra musical " Alicia y la magia de la Navidad ", producido exclusivamente para el evento " Óbidos Aldea de la Navidad ", junto a Ricardo Soler, Helena Vieira, Luís Jardim, Bernardo Gavina y Beatriz Costa.
En 2008 presentará el tema "Candyland", que se incluyó en la  compilación Summer Jam 2010. Gracias a eso, volvió a cantar en muchos palcos de Portugal. En 2013 fue invitada a actuar en algunos eventos en Dubái, donde residió hasta 2014.
Este año fue invitada por el cantante, compositor y productor Emanuel para ser su representante en el Festival de la Canción RTP 2014, el espectáculo que celebró el 50.º aniversario del Festival de la televisión portuguesa, donde interpretó "Quero ser tua". Resultó ser la gran ganadora de la noche, con el 41% de las preferencias de los portugueses.
Además de esta participación, Suzy y Emanuel fueron los " Reyes del Carnaval " de Figueira da Foz y prepararon varios duetos, que se editaran en disco a finales de este año.
Después de su victoria en el Festival RTP, Suzy ha sido contactada para varios programas de televisión y eventos musicales europeos. En abril participó en Ámsterdam, en el evento "Eurovisión en Concierto", al ser invitada por sus organizadores.
Tras representar a Portugal en Eurovisión 2014, la cantante ha sido invitada a numerosos eventos relacionados con el festival, como la Eurovision Spain Pre-Party en Madrid.